# Ljusdals församling
Ljusdals församling var en församling i Uppsala stift och i Ljusdals kommun i Gävleborgs län. Församlingen uppgick 2002 i Ljusdal-Ramsjö församling.

## Administrativ historik
Församlingen har medeltida ursprung. Den utgjorde på 1300-talet ett eget pastorat för att därefter till 1562 vara moderförsamling i pastoratet Ljusdal, Ytterhogdal och Färila. Från 1 mars 1562 till 1609 moderförsamling i pastoratet Ljusdal och Förila, för att från 1609 till 1852 utgöra ett eget pastorat. 10 februari 1852 utbröts Ramsjö församling och församlingen var därefter till 1861 moderförsamling i pastoratet Ljusdal och Ramsjö. Från 1861 till 1974 utgjorde församlingen ett eget pastorat för att från 1974 till 2002 åter vara moderförsamling i pastoratet Ljusdal och Ramsjö. Församlingen uppgick 2002 i Ljusdal-Ramsjö församling.
Före 1963 var församlingen delad av kommungräns och därför hade den två församlingskoder, 212500 för delen i Ljusdals landskommun och 216100 för delen i Ljusdals köping.

## Organister
| Ämbetstid | Namn            | Levnadstid | Övrigt    |
| --------- | --------------- | ---------- | --------- |
| 1960–1964 | Lars Olof Modin | 1916–      | Organist. |

## Kyrkor
- Ljusdals kyrka